# Bibymalagasia
Los bibimalagasios (Bibymalagasia) son un orden extinto de mamíferos placentarios que vivieron en Madagascar hasta tiempos recientes, hace unos mil años. Este orden sólo agrupa a una familia, los Plesiorycteropodidae, y a un único género,  Plesiorycteropus. Generalmente Plesiorycteropus ha sido tratado como un pariente de Orycteropus de África, y situado en el orden Tubulidentata. Pero también se ha sugerido que tiene afinidades con Insectivora, Xenarthra y Pholidota. Entre tanto, Ross MacPhee (1994), después de un estudio de todos los registros conocidos del género, los asignó a su propio orden. 
Los registros de Plesiorycteropus fueron hallados en varios puntos de Madagascar, tanto en áreas forestadas a lo largo de la costa, como en las áreas abiertas del interior. El último registro del animal vivo data de cerca de 1000 años atrás, en el mismo período en que otros animales de la isla (hipopótamos enanos, lémures gigantes, aves elefante) fueron extinguidos por la creciente actividad humana.

## Especies
Tradicionalmente se reconocen dos especies:
- Plesiorycteropus madagascariensis Filhol, 1895 - conocido de 12 especímenes colectados en diversos puntos de Madagascar;
- Plesiorycteropus germainepetterae MacPhee, 1994 - conocido de un único espécimen que apareció en la región central de Madagascar, posiblemente en Ampasambazimba.

## Cladograma
Cladograma resumido:
```
 --o 
Placentalia
 
(Owen, 1837)

   |-o Bibymalagasia 
MacPhee, 1994
 (†)
   | `-o 
Plesiorycteropodidae
 
Patterson, 1975
 (†)
   |   `-o 
Plesiorycteropus
 
Filhol, 1895
 (†)
   |     |-- 
P. germainepetterae
 
MacPhee, 1994
 (†)
   |     `-- 
P. madagascariensis
 
Filhol, 1895
 (†)
   |-o 
Epitheria
 
(McKenna, 1975)

   `-o 
Xenarthra
 
(Cope, 1889)
```